# Меч
Мечът е вид хладно оръжие за ръкопашен бой със сравнително дълго острие, предназначено за ръчно нанасяне на прободни, посечни или порезни рани, и ефес, за което да се държи с една или две ръце. Мечовете, предназначени предимно за пробождане, най-често са с право острие и заострен връх, докато предназначените за сечене по-често са извити, но много разновидности съчетават и двете функции.
Наименованието меч има праславянски произход е се свързва с готското mēkeis, но е спорно дали праславянската форма заета от готски или в двата езика е дошла от общ, днес неизвестен източник. Много разновидности на мечовете имат собствени наименования, като римските гладиус и спата, по-късните западноевропейски шпага и рапира, османския ятаган или японската катана.
Мечовете се появяват през бронзовата епоха, еволюирайки от известните и по-рано ками, като най-ранните образци са от Мала Азия и Балканите през XVI век пр. Хр. През желязната епоха и Античността мечовете остават сравнително къси, като се удължават през Средновековието, когато се появяват и налагат предпазителите за ръката. Мечове продължават да се използват и в Ново време, но в съвременността имат предимно символични и церемониални функции.

## История

### Древност и Античност

#### Бронзова епоха
Бронзовата епоха се смята за периода, в който за пръв път хората започват да произвеждат оръжия с по-дълги остриета, като това се свързва с развитието на ездитните бойните техники – от гърба на коня с по-късо острие се достига по-трудно до врага, а с по-дълго острие и врагът по-трудно ще достигне ездача. Мечовете започват да се обособяват от двуострите ками през III хилядолетие пр. Хр., когато медни и бронзови оръжия започват да се изготвят с удължено листовидно острие, а ефесът е просто продължение на острието с по-заоблен профил. Това става възможно с развитието по това време в Близкия Изток на технологията на арсеновия, а след това и на калаения бронз.
Развитието на меча от камата е постепенно, като остриета с дължина над 60 сантиметра остават редки и непрактични до Късната бронзова епоха, заради ниския модул на еластичност на произвеждания тогава бронз, който води до лесното им огъване. Най-ранните образци, безспорно класифицирани като мечове, са от Минойски Крит около 1700 година пр. Хр., които имат обща дължина над 1 метър и са категоризирани от археолозите като мечове тип A на Егейската бронзова епоха.
Един от най-дълго използваните видове мечове на бронзовата епоха в Европа е типът „Науе II“ (наречен на германския археолог Юлиус Науе, който пръв го описва). Мечовете „Науе II“ достигат дължина от 85 cm, но повечето образци са между 60 и 70 cm. Типът се появява около XIII век пр. Хр. в северна Италия в контекста на Културата на полетата с погребални урни и продължава да се използва в продължение на седем столетия. През този период използваният метал се променя от бронз към желязо, но основните характеристики на меча се запазват. От XII век пр. Хр., малко преди Бронзовия колапс, мечовете „Науе II“ започват да се изнасят от Европа към Източното Средиземноморие, достигайки до Угарит, а автори, като Робърт Дрюс, търсят пряка връзка между мечовете и Бронзовия колапс.
В северните части на Европа и най-вече на Скандинавския полуостров мечовете се появяват около 1400 година пр. Хр. и имат по-различна форма от тези в по-южните райони. И те, както и „Науе II“, съчетават в дизайна си функционални и естетически съображения. Ефесите и на двата вида са красиво оформени и често са украсени с орнаменти във вид на фалшиви нитове. Мечовете от Дания и северна Германия обикновено имат три или повече такива нитове по ефеса си.

#### Желязна епоха
От XIII век пр. Хр. желязото става все по-често срещано в Европа и Близкия Изток, а успоредно с това нарастват и известните железни мечове. Първоначално те се появяват при хетите, микенските гърци и келтите.
Първите железни мечове отстъпват пред добре направените бронзови, тъй като технологията за производство на железни оръжия е все още нова. По това време желязото не е втвърдено чрез закаляване, въпреки че често съдържа достатъчно въглерод, а обикновено се втвърдява чрез коване подобно на бронза. По тази причина железните мечове са сравними или не много по-добри от бронзовите по своята якост и твърдост. Те са пластични и относително лесно се огъват при употреба. От друга страна по-простото производство и по-широкото разпространение на изходните материали за железните мечове за пръв път (с изключение на някои периоди от бронзовата епоха в Древен Египет) позволяват с мечове да се въоръжават цели армии.
Мечове от желязната епоха често се откриват в погребални обекти, в които мечът е поставян от дясната страна на трупа или върху него. В много гробове от късната желязна епоха мечът и ножницата му са сгънати на 180 градуса – този обичай е наричан убиване на меча. Използването на мечове в погребалните обреди се тълкува като израз на представата за тях като за символ на сила и власт.

#### Античност в Средиземноморието и Близкия Изток
Ахеменидските армии заимстват своите мечове, наричани акинак и с обичайна дължина 35 – 45 сантиметра, от скитите. Акинакът обикновено има характерна ножница с декоративни елементи за окачване на колана. В гръкоезичния свят наименованието става тясно свързано с персите, така че по-късно започват да наричат акинак различни видове мечове, използвани масово от персийските армии.
В епохата на класическата Античност железните мечове са обичайно оръжие. Гръцкият ксифос и римският гладиус са типични за това време със своите дължини между 60 и 70 сантиметра. При Късната Римска империя се появява дългата до около метър спата (името на това оръжие носят императорските гвардейци в Константинопол – спатариите), която поставя началото на категорията на дългите мечове (с относително дълго острие за съответната епоха). В Иран от епохата на Партското и Сасанидското царство типичните мечове са относително дълги, в късносасанидския период понякога малко под метър.
През Античността освен като оръжие, мечовете имат и символична функция. В Римската епоха носенето на меч е привилегия на висшите класи. Мечове се използват и за различни наказания, като екзекуция чрез обезглавяване.

#### Древен Китай
В Китай мечовете също се появяват през бронзовата епоха, като първите образци са засвидетелствани при династията Шан. Технологията на бронзовите мечове достига връхната си точка в Периода на воюващите държави и династията Цин. В Периода на воюващите държави са разработени особени технологии, като отливането на ръбовете на острието от бронз с по-високо съдържание на калай, отколкото в средната му част, или украсата на острието с ромбовидни орнаменти, като при меча на Гоудзиен. Друга характерна особеност на китайските бронзови мечове е масовото използване на бронз с високо съдържание на калай (17 – 21%), който е много твърд и податлив на крехко разрушение, докато в другите части на света преобладава бронзът с по-ниско съдържание на калай (най-често около 10%), който се огъва при по-големи напрежения. В Китай железните мечове се използват успоредно с бронзовите за дълго време до пълното им изместване в ранния период Хан.
Едно от най-разпространените в Китай оръжия от това време е мечът дао, който представлява нещо като сабя с широко острие (това е и преводът на наименованието му). Друго популярно оръжие в Китай е дзиен, който представлява прав тесен двуостър меч.

#### Древна Индия
В Южна Азия най-ранните мечове от бронзовата епоха са от Индската цивилизация и са изработени от мед. Мечовете от Фатехгарх и други археологически обекти в басейна на Ганг, датирани към XVII-XV век пр. Хр., също най-често са медни, макар че се срещат и бронзови.
В средата на I хилядолетие пр. Хр. в региона започват да се правят мечове от високовъглеродна стомана. „Перипъл на Еритрейското море“ от I век сл. Хр. споменава за внос на индийски мечове в Източното Средиземноморие. Има сведения за внос на такива оръжия и в Иран.

### Средновековие

#### Ранно Средновековие
През Средновековието технологията за изработване на мечове се подобрява и самите мечове се усъвършенстват. Мечовете, подобни на римската спата, остават широко използвани по време на Великото преселение на народите и по-късно, като има неголеми различия в дължината и ширината на острието при различните народи. Венделските спати са украсени с германска орнаментация (подобно на германските брактеати, следващи модела на римските монети). През Викингската епоха се подновява по-еднотипното производство на мечове, като основният им дизайн остава тясно свързан със спатата.
Към X век все по-често започват да се използват закалени стоманени сплави. Франкските улфбертови мечове (с името на производителя им Улфберт изписано на острието), голям брой от които са запазени в Северна Европа, показват изключително постоянно високо качество. Известно е, че франкският владетел Карл II Плешиви се опитва да забрани техния износ, защото викингите ги използват при своите нападения.
Класифицирането и датирането на мечовете от Средновековието се извършва на базата на дължината, ширината и извивката на острието, както и според формата на предпазителя, положението на танга и оформлението на помела. Характерна промяна в оръжията е появата на истински предпазител, който има за цел да защитава ръката на човек от приплъзване на противниковото оръжие. Мечовете постепенно стават и по-дълги като някои от тях се приспособяват и за използване с две ръце. Това е времето през което се появат популярните по време на кръстоносните походи бойни мечове (или рицарски мечове).
За разлика от европейските оръжия, които са двуостри в по-голямата си част, в Китай и въобще в източните части на Азия основно място заемат мечовете с една остра страна на острието. Тези оръжия взимат за първообраз китайския меч дао. В Китай, както и в околните страни, се създават множество подобни на дао мечове, като най-важната обща черта между тях е едноострото право острие. За разлика от дао обаче повечето от новите оръжия имат значително по тясно острие и разчитат предимно на бързината. В Азия също се появяват оръжия, които са предназначени за държане с две ръце. Известен представител на мечовете, появили се по това време е японският катана, за който се смята, че за пръв път е произвеждан около 900 г. и също произлиза от дао.
Противно на общоприетото мнение европейският средновековен меч не е парче желязо, което тежи по 3-4-5 и повече килограма. За митовете около европейския меч допринасят и зле хореографираните бойни сцени от популярни исторически и фентъзи филмови продукции. В действителност европейски дълъг меч тежи около 1400 – 1500 грама, а такъв, който се използва с една ръка – около 1200 гр.

#### Късно Средновековие и Ренесанс
След 1300 г. в резултат на подобренията в броните, които се използват, започва изработката на по-големи и по-тежки мечове, с които може да се нанесе удар с по-голяма сила. В крайна сметка това довежда до удължаване на дръжките на мечовете, така че те да могат да бъдат държани с две ръце и с тях да бъдат нанасяни по-мощни удари. Въпреки това обаче, промените в начина на водене на бой и тактиката през Късното Средновековие полагат основите на изоставянето на меча като основно оръжие – наборните армии и сражението в строй придават нов облик на битките и изискват използването на друг вид оръжия – копия и пики.
Именно по това време се появяват и дългите двуръчни мечове, които остават ненадминати по големина в цялата история, които служат главно за посичане на пиките и копията на подредения в строй противник и по-рядко за нападение. Често пъти дръжките на двуръчните мечове са омотавани с необработена кожа, за да бъде по трудно оръжието да бъде избито от ръцете на човека, както и за да се намали плъзгането на ръцете по дръжката.
През Ренесанса в армията използването на хладни оръжия като основно средство за бой значително намалява, след като се появяват и разпространяват новите огнестрелни оръжия с модерни технологии за масово производство. Първите оръжия, които слизат от масово въоръжение са мечовете, тъй като те са скъпи, с трудна и бавна изработка в сравнение останалите хладни оръжия и изискват много по-дълъг период за обучение за боравене с тях. След 16 век мечовете вече не са основни оръжия за нито един род войска, но остават под различна форма дълго време като допълнително въоръжение за коннницата и огнестрелните части. За пръв път в Европа се появяват леки мечове с дълго и тънко острие на въоръжение в мускетните полкове в Италия – те поставят началото на нова ера на използването на меча.

### Модерна епоха
През 17 век започват да се произвеждат саби, при които предпазителя покрива цялата дръжка на оръжието. По този начин пръстите на човека, който държи меча, са напълно защитени. Известни представители на този вид оръжия са рапирата и италианската скиавона. През 17 и 18 век леките мечове от вида на рапирата стават един от разпространените модни аксесоари в Западна и в някои страни от Централна Европа. След като са изместени в армията от огнестрелните оръжия, мечовете остават като оръжия за самозащита. Те са много разпространени и през 18 век, когато са предпочитаното оръжие за водене на дуели.
В бързо променящата се мода на Западна Европа мечовете бързо са изместени от бастуните. За да се запази ролята на меча за самозащита започват да се произвеждат и бастуни със скрито в тях острие на рапира или друго подобно оръжие. В края на 18 век мечовете са окончателно изместени от огнестрелните оръжия, дори в средствата за самозащита и вместо леките мечове хората предпочитат пистолетите. Пистолетите постепенно изместват мечовете и като оръжия за провеждане на дуели.
Ролята на мечовете при воденето на война е изключително намалена през 19 век. В армията основната роля на мечовете остава церемониална и представителна и в края на 19 век са носени само от офицерите и най-вече от кавалерията.

## Символизъм
Мечът символизира справедливост и правосъдие, висша власт като една от царските инсигнии, достойнство, лидерство, сила, мъжество, бдителност. В Откровението на Йоан мечът изхожда от устата на Христа като символ на непобедимата небесна истина. Меч разделя и отделя душа от тяло, Небе от Земя, горящ меч отделя човек от рая (Бит. 3:24). Мечът е отбранителен атрибут на римския бог Марс в качество на охранител на мирния труд. Бойният меч се изобразява с острието нагоре – в памет на падналите, а с острието надолу – като знак за правосъдие. Мечът е и фалически символ, а заедно с ножницата олицетворява единството на мъжкото и женското начало.